# Altklarinett

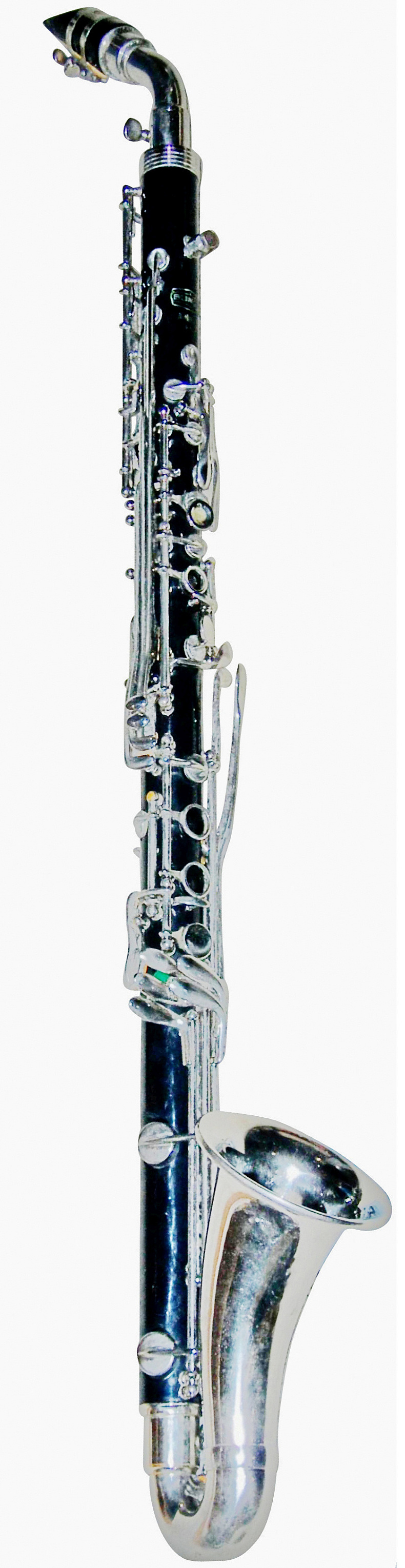
En altklarinett.

Altklarinett är ett träblåsinstrument i altläge.
Altklarinetten är stämd i D, Ess eller F och har en varm ton.
Klarinetten utvecklades av Johann Denner i Nürnberg kring 1700. Altklarinetten är en vidareutveckling av bassetthornet. Bassetthornet användes flitigt under slutet av 1700-talet och förekommer till exempel i Mozarts requiem.
Altklarinetten förekommer idag främst i marschmusik och musik skriven för blåsorkestrar.